# 邵安林
邵安林（1963年7月17日—），黑龙江肇东人，中国矿冶工程专家。1985年毕业于鞍山钢铁学院。2004年毕业于东北大学，获工学博士学位。2015年当选为中国工程院院士。